# Едуард Саксен-Альтенбурзький
Едуард Карл Вільгельм Крістіан Саксен-Альтенбурзький (нім. Eduard Karl Wilhelm Christian von Sachsen-Altenburg, 3 липня 1804 — 16 травня 1852) — принц Саксен-Гільдбурггаузенський у 1804—1826 роках, принц Саксен-Альтенбурзький у 1826—1852 роках, син герцога Саксен-Альтенбургу Фрідріха та принцеси Мекленбург-Стреліцької Шарлотти Георгіни. Генерал-лейтенант баварської армії, командувач кавалерійської дивізії 1-го Армійського корпусу у 1848—1851 роках, учасник Першої війни за Шлезвіг. Голова Мюнхенської асоціації проти жорстокого поводження з тваринами у 1843—1852 роках.
Очолював військовий ескорт свого небожа, баварського принца Отто, до Греції, де того було обрано королем. Військовий губернатор Нафпліону у 1834 році.

## Біографія
Едуард народився 3 липня 1804 року в Гільдбурггаузені. Він був дванадцятою дитиною та сьомим сином в родині герцога Саксен-Гільдбурггаузена Фрідріха та його дружини Шарлотти Георгіни. Одним із хрещених батьків новонародженого став Едуард Кентський, принц Великої Британії. Хлопчик мав старших братів Йозефа, Георга та Фрідріха й сестер Шарлотту, Терезу та Луїзу. Інші діти пішли з життя до його народження. Матір померла, коли Едуарду було 13 років.
Едуард вступив на військову службу до баварської армії капітаном 6-го полку кінноти «Принц Альбрехт Прусський» під проводом герцога Лейхтенберзького. Базувалася військова частина у Мюнхені. Його сестра Тереза від 1825 року була королевою-консортом Баварії. З нею у принца склалися близькі відносини, він підтримував її протягом всього життя. Товаришував і з її чоловіком Людвігом I, з яким також активно листувався.
У 1826 році батько Едуарда став герцогом Саксен-Альтенбургу. У 1832 році принц відбув до Греції на чолі військового ескорту Отто Віттельсбаха, сина Терези, якого там обрали королем. Після переносу столиці з Нафпліона до Афін, Отто призначив Едуарда військовим губернатором Нафпліона.
Невдовзі після повернення до Баварії, Едуард одружився із принцесою Амалією Гогенцоллерн-Зігмарінген. Весілля відбулося 25 липня 1835 року в Зігмарінгені. Нареченому виповнився 31 рік, нареченій було 20 років. У подружжя народилося четверо дітей. 
1 січня 1837 року Едуард став командиром полку «Принц Альбрехт Прусський» і займав цю посаду до 4 лютого 1840. Взимку 1841-го після останніх пологів померла його дружина. Принц, переживаючи втрату, був дуже засмученим. Навесні того ж року він став командиром 1-ї Кавалерійської бригади.
8 березня 1842 року Едуард узяв другий шлюб із 19-річною принцесою Луїзою Кароліною Ройсс цу Ґряйц, племінницею князя Генріха XX. Весілля пройшло у Гряйці. У подружжя народилося двоє дітей.
У 1843 році Едуард очолив Мюнхенську асоціацію проти жорстокого поводження з тваринами. У лютому 1844 року обидва його сини від першого шлюбу померли від віспи.
Після початку Першої шлезвізької війни принц Саксен-Альтенбурзький, який вже мав звання генерал-лейтенанта, отримав під своє командування полк кінноти, якому було надано його ім'я. Від 26 квітня 1848 року загін носив назву 1-й полк кінноти «Принц Едуард Саксен-Альтенбурзький». 18 листопада 1848 року Едуарда було призначено командуючим кавалерійської дивізії 1-го Армійського корпусу. Цю посаду він обіймав до 30 вересня 1851 року.
Принц раптово помер від серцевого нападу у Мюнхені 16 травня 1852 року в 47-річному віці. Його поховали у князівській усипальниці на цвинтарі Альтенбургу.

## Родина

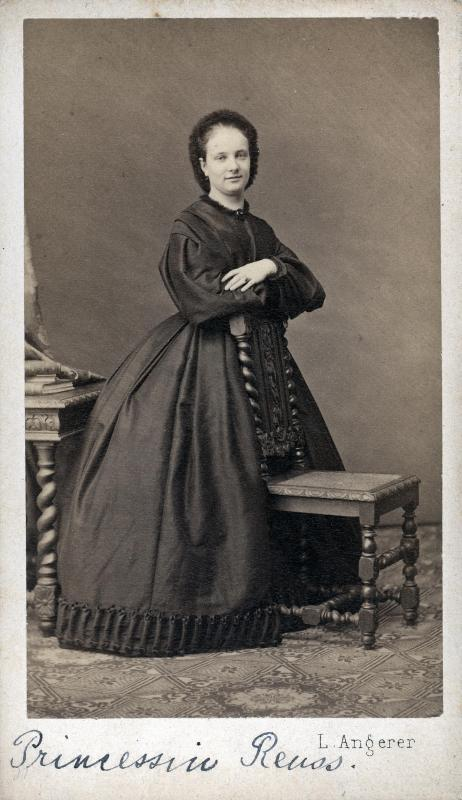
Луїза Ройсс-Гряйцька

Дружина — Амалія Гогенцоллерн-Зігмарінген
Дітиː
- Тереза (1836—1914) — дружина принца Швеції та Норвегії Августа, дітей не мала;
- Антуанетта (1838—1908) — герцога Ангальтського Фрідріха I, мала шестеро дітей;
- Людвіг (1839—1844) — прожив 4 роки;
- Йоганн (1841—1844) — прожив 3 роки.

Дружина — Луїза Кароліна Ройсс-Грайцька
Дітиː
- Альберт (1843—1902) — прусський генерал кінноти, був одруженим із принцесою Марією Прусською, від якої мав двох доньок, а після її смерті — з Оленою Мекленбург-Штреліцькою;
- Марія Гаспаріна (1845—1930) — дружина князя Шварцбурга-Зондерсгаузена Карла Ґюнтера, дітей не мала.

## Нагороди
- Орден Святого Губерта (Баварське королівство).